# Eldkrasse
Eldkrasse (Tropaeolum speciosum) är en krasseväxtart som beskrevs av Eduard Friedrich Poeppig och Endl. Eldkrasse ingår i släktet krassar, och familjen krasseväxter. Arten har ej påträffats i Sverige.